# Fritz Love My Tits
Fritz Love My Tits ist eine im Jahr 1996 veröffentlichte Single von der Eurodance-Gruppe E-Rotic.

## Hintergrund
Die Single Fritz Love My Tits wurde von Lyane Leigh gesungen und von David Brandes gerappt. Geschrieben wurde der Titel von Bernd Meinunger unter dem Pseudonym John O’Flynn gemeinsam mit Brandes. Die beiden produzierten die Single gemeinsam mit Felix J. Gauder, wobei Meinunger als Executive Producer fungierte.

## Text
Wie bei den anderen zuvor veröffentlichten Song handelt, ging hierbei auch um das Thema Sex. Aber es ging hierbei nicht direkt um das Thema Geschlechtsverkehr, sondern um die weibliche Brust.

## Musikvideo
Das Musikvideo zu Fritz Love My Tits wurde von Zoran Bihać inszeniert. Ein winziger Raumfahrer namens Fritz fliegt auf seinem mit einem Fernsehbildschirm ausgestatteten Hoverboard durch den Weltraum. Dort sieht er eine riesige blonde, sechsarmige Weltraumfrau „oben ohne“, die nur einen grünen String und grüne Sandalen auf dem Bildschirm trägt und in die er sich verliebt mit und beschließt, sie zu finden. Fritz sieht später auf seinem Bildschirm, dass die Weltraumfrauen auf ein blaues brustförmiges Raumschiff entführt wurden und beschließt, sie zu retten. Fritz landet auf dem Raumschiff und findet heraus, dass die Weltraumfrau von einem bösen Bösewicht namens Max entführt wurde, einem schwarzen Außerirdischen, der Frauen in der ganzen Galaxie entführt und sie auf eine Plattform bindet, um ihre Brüste als brustförmige Torpedos zu verwenden als Raketen, um den Planeten Erde anzugreifen. Fritz versucht sein Bestes, um den Bösewicht abzuwehren und die Weltraumfrauen zu retten, scheitert jedoch, als Max Fritz verschluckt und ihn zurück auf die Erde spuckt. Max fesselt später die riesigen Weltraumfrauen, aber die riesige Weltraumfrau schafft es dennoch zu fliehen. Die Weltraumfrauen fliegen davon und versuchen, die Protagonistin auf dem Planeten Erde in einer Stadt zu finden, während Fritz träumt. Die Weltraumfrauen wecken Fritz und bringen ihn aus seiner Wohnung. Max kommt später in der Nähe des Planeten Erde an, wo Fritz und die Weltraumfrauen leben. Fritz bringt Dynamit an seinem Hoverboard an und fliegt bis zu Max’ blauem Raumschiff. Es gelingt ihm, sowohl Max als auch das blaue Raumschiff zur Explosion zu bringen. Schließlich kommt Fritz zurück auf die Erde, um auf den Brüsten der Weltraumfrau zu landen, während er eine Zigarre raucht.

## Charts und Chartplatzierungen
| ChartsChartplatzierungen | Höchstplatzierung | Wochen |
| ------------------------ | ----------------- | ------ |
| Deutschland (GfK)        | 28 (7 Wo.)        | 7      |
| Österreich (Ö3)          | 16 (9 Wo.)        | 9      |
| Schweiz (IFPI)           | 35 (2 Wo.)        | 2      |